# Trilophidia nigricans
Trilophidia nigricans är en insektsart som först beskrevs av Walker, F. 1870.  Trilophidia nigricans ingår i släktet Trilophidia och familjen gräshoppor. Inga underarter finns listade i Catalogue of Life.